# ناوشکن کلاس فالگر
دیسترویر کلاس فالگر (به انگلیسی: Folgore-class destroyer) یک کلاس از کشتی است که طول آن ۹۶٫۰۵ متر (۳۱۵ فوت ۱ اینچ) می‌باشد.